# Domokos József (jogász)
Domokos József, eredeti neve: Deutsch József (Békéscsaba, 1890. október 25. – Budapest, 1978. január 25.) magyar bíró, író, politikus, újságíró, lapszerkesztő, jogász, legfőbb ügyész, a Legfelsőbb Bíróság elnöke.

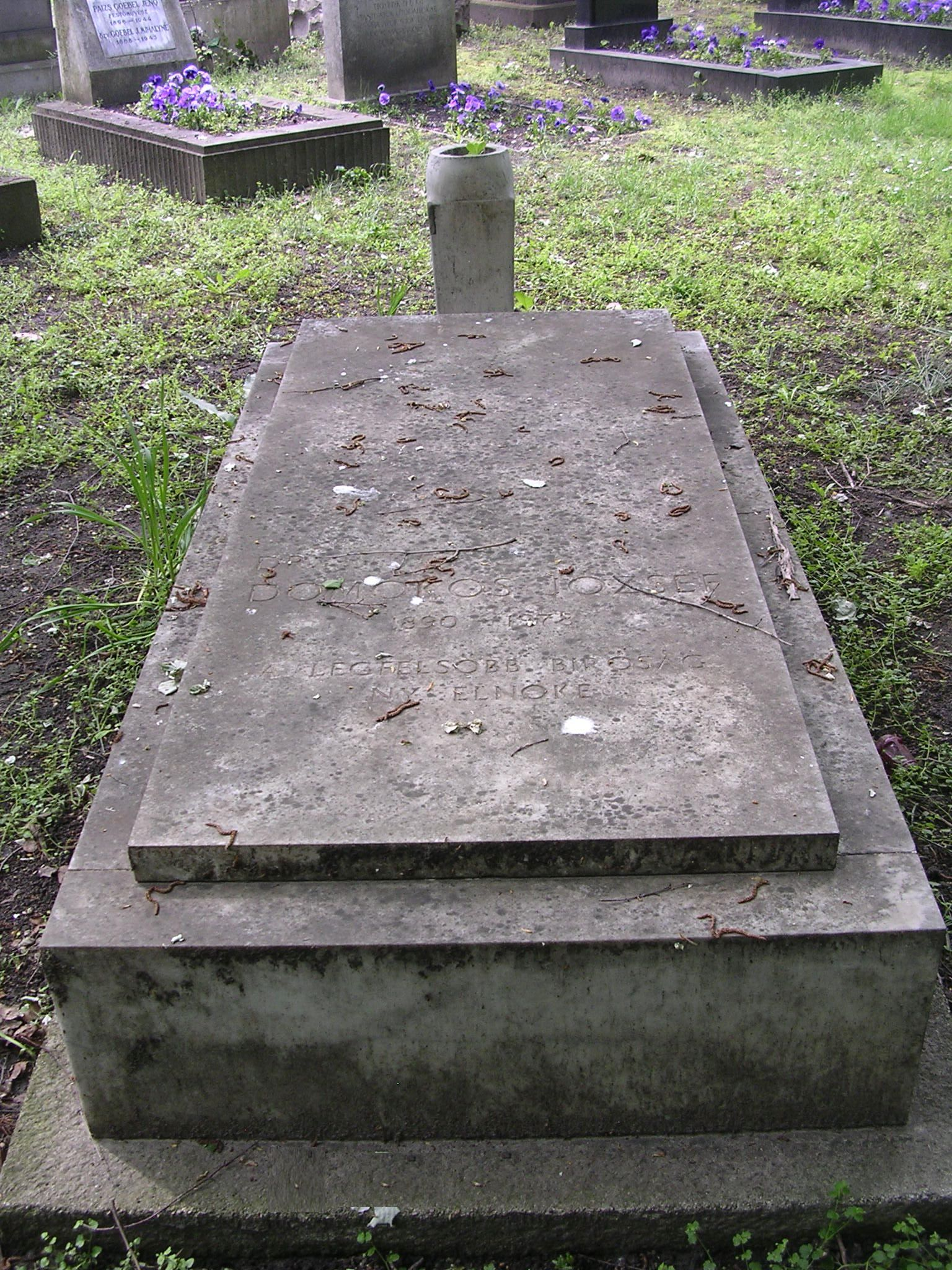
Sírja a Fiumei úti sírkertben (34/2-1-31)

## Életpályája
Deutsch Béla terménykereskedő és Reisz Nina fia. A budapesti és kolozsvári tudományegyetemen jogot tanult. Békéscsabán, majd Budapesten volt ügyvédjelölt.
1918-ban tagja volt a békéscsabai Nemzeti Tanácsnak, a helyi MSZDP vezetőségnek, a Tanácsköztársaság idején pedig a munkástanácsnak. 1919 nyarán küldött volt a Magyarországi Szocialista Párt kongresszusán. 1920-ban Bécsbe emigrált. 1919–1923 között részt vett a Bécsi Magyar Újság szerkesztésében.
1925-ben hazatért. 1927-ben ügyvédi vizsgát tett. 1927-től egyik alapítója, illetve szervezője, majd vezetőségi tagja volt a Szociáldemokrata Jogászok Szervezetének. 1931-ben az Egyesült Szakszervezeti Ellenzékének védője lett. 1931–1944 között a bíróság elé állított kommunisták és szocialisták védőügyvédjeként praktizált. 1940-től a bőrmunkás-szakszervezet ügyvédje volt.
1944-ben letartóztatták és Mauthausenbe deportálták. 1945 májusában jött haza. 1945–1953 között Magyarország legfőbb ügyésze volt. 1946-ban az Igazságügyi Minisztérium adminisztratív államtitkára volt. 1949-ben a Legfelsőbb Ügyészség vezetőjévé választották.
1953 májusában felmentését kérte; nyugdíjazták, majd 1954-ben visszahívták. 1954–1958 között a Legfelsőbb Bíróság elnöke volt. 1958-ban nyugdíjba vonult.
Szerepe volt az új igazságszolgáltatás kiépítésében, a háborús és népellenes bűnösök felelősségre vonásában, a koncepciós perekben elítéltek rehabilitációjában. Nyugdíjba vonulása után irodalmi munkásságot folytatott.
Sírja a Fiumei úti sírkertben található (34/2-1-31).

## Művei
- Kivételes hatalom és rögtönbíráskodás a Horthy uralom alatt (Budapest, 1946)
- "… emlékezz, proletár!" Sallai Imre és Fürst Sándor pere (Budapest, 1962)
- Áchim L. András (Budapest, 1971)
- Innen és túl az Óperencián (visszaemlékezés, Budapest, 1977)
- Két per egy kötetben (Tények és tanúk, Budapest, 1978)
- Emlékezik egy kommunista védőügyvéd (visszaemlékezések, Budapest, 1979)

## Díjai, elismerései
- A Munka Vörös Zászló Érdemrendje (1958, 1970)
- Munka Érdemrend (1958)
- Munka Érdemrend arany fokozata (1968)[4]